# Десятник, Анна Викторовна
Анна Викторовна Десятник (9 мая 2000, Успенское, Краснодарский край) — российская футболистка, защитница.

## Биография
Воспитанница клуба «Успеночка» (Успенское), первый тренер — Ждаков Вячеслав Михайлович. В 2014 году на краевом детском турнире «Жемчужная бутса» была признана лучшей защитницей.
Участница летней Спартакиады учащихся России 2017 года в составе сборной Краснодарского края (5-е место), была признана лучшим игроком своей команды.
С середины 2010-х годов выступала за молодёжный состав клуба «Кубаночка» (Краснодар). В первом составе клуба в высшей лиге России дебютировала 9 сентября 2017 года в матче против «Дончанки» (Азов), заменив на 59-й минуте Маню Моллаеву. В стартовом составе клуба впервые вышла в день своего 18-летия, 9 мая 2018 года в игре против клуба «Звезда-2005». Бронзовый призёр чемпионата России 2019 года. В образованном из «Кубаночки» «Краснодаре» провела 4 года.
Выступала за юношескую и молодёжную сборную России. Была в составе студенческой сборной, завоевавшей бронзовые награды Универсиады 2019 года, однако на турнире ни разу не вышла на поле.